# Katja Hessel

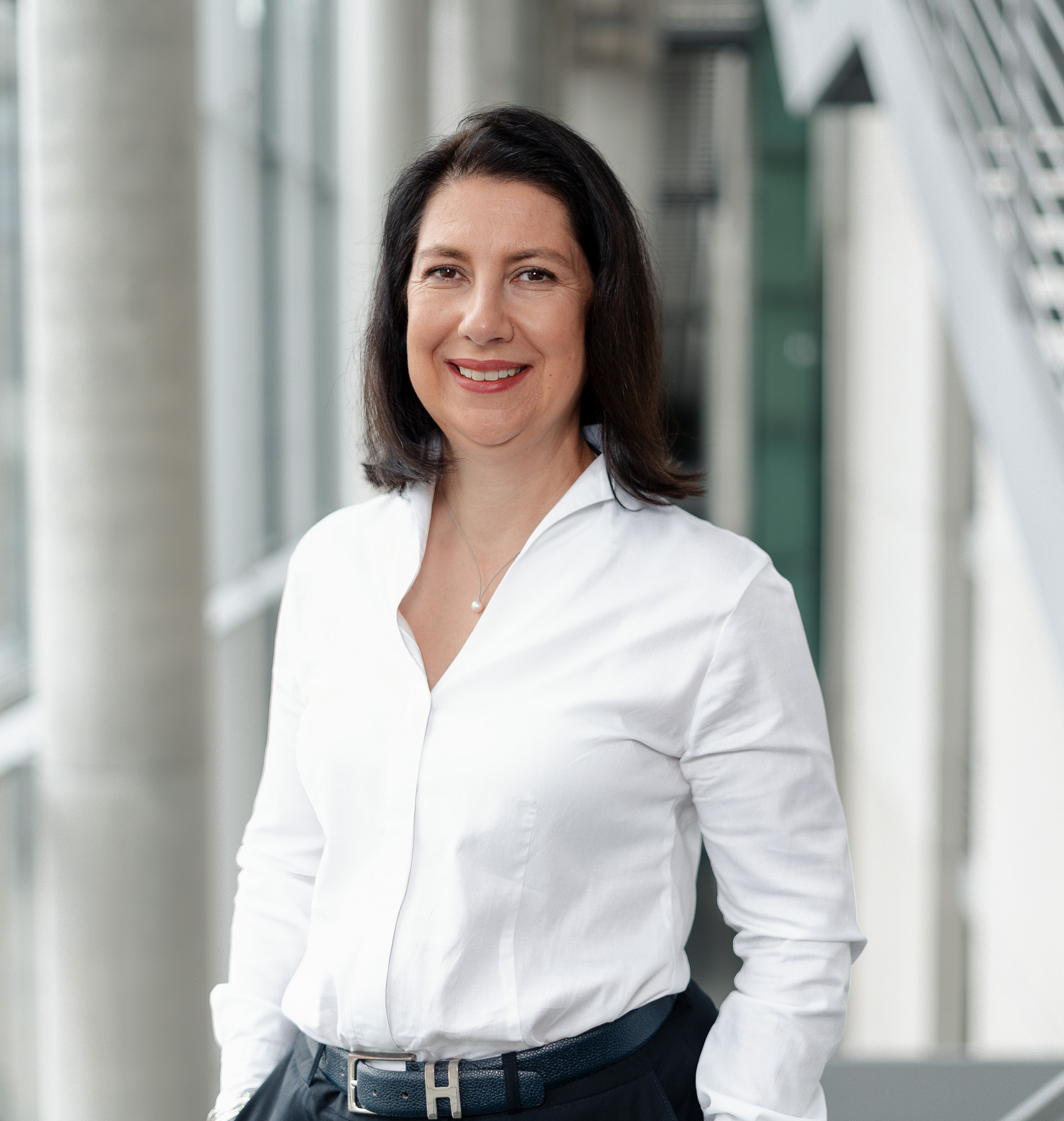
Katja Hessel (2023)

Katja Hessel (* 5. Mai 1972 in Nürnberg) ist eine deutsche Politikerin der FDP. Sie war von 2017 bis März 2025 Mitglied des Deutschen Bundestages und war von 2021 bis 2024 Parlamentarische Staatssekretärin beim Bundesminister der Finanzen. Von November 2023 bis Juni 2025 war sie zusammen mit Martin Hagen Vorsitzende der FDP Bayern.
Von 2008 bis 2013 war sie Staatssekretärin im Bayerischen Staatsministerium für Wirtschaft, Infrastruktur, Verkehr und Technologie und vertrat ihre Partei als Abgeordnete im Bayerischen Landtag.

## Leben

### Herkunft, Ausbildung und beruflicher Werdegang
Katja Hessel wurde 1972 in Nürnberg geboren. Von 1977 bis 1982 besuchte sie die Grundschule Georg-Ledebour-Str. in Nürnberg und legte 1991 das Abitur am Johannes-Scharrer-Gymnasium Nürnberg ab. Anschließend studierte sie bis 1996 Rechtswissenschaften in Erlangen. 1996 legte sie ihre erste, 1998 ihre zweite juristische Staatsprüfung ab. Ab 1999 arbeitete sie als Rechtsanwältin in eigener Kanzlei, im selben Jahr trat sie in die FDP ein. 2002 wurde Hessel als Steuerberaterin tätig.

### Politische Karriere
Ebenfalls 2002 wurde Hessel zur Schatzmeisterin des Bezirksverbandes Mittelfranken ihrer Partei gewählt. Von 1999 bis 2006 war sie Ortsvorsitzende des Ortsverbandes Feucht der Liberalen und zugleich bis 2007 Mitglied des Kreisvorstandes Nürnberger Land. Im Kreistag des Nürnberger Lands saß sie von 2002 bis 2007 als Abgeordnete.
Nach einem Umzug wechselte sie 2007 in den Kreisvorstand der FDP Nürnberg. Im gleichen Jahr erfolgte die Wahl ins Präsidium des bayerischen FDP-Landesverbandes. Bei der Landtagswahl 2008 in Bayern errang sie ein Mandat im Landtag; ihre Partei ging eine Regierungskoalition mit der CSU ein. Hessel wurde am 30. Oktober 2008 Staatssekretärin im Bayerischen Staatsministerium für Wirtschaft, Infrastruktur, Verkehr und Technologie unter Martin Zeil und ließ ihre Zulassung als Rechtsanwältin ruhen.
Nachdem der FDP bei den Wahlen 2013 der Wiedereinzug in den Landtag nicht gelungen war, schied Hessel aus dem Landtag und aus der Staatsregierung aus. Von Januar 2014 bis Oktober 2018 war sie als Nachfolgerin von Jörg Rohde Vorsitzende des FDP-Bezirksverbands Mittelfranken. Im Mai 2018 wurde sie Vorsitzende des FDP-Kreisverbandes Nürnberg. Seit April 2019 ist Hessel Mitglied des Bundesvorstandes der Freien Demokraten und seit November 2019 stellvertretende Vorsitzende der FDP Bayern.
Am 15. Oktober 2016 wurde Katja Hessel zur Spitzenkandidatin der FDP-Mittelfranken für die Bundestagswahl 2017 gewählt und stellt sich zudem im Wahlkreis 244 (Nürnberg Nord) als Direktkandidatin zur Wahl. Bei der Wahl wurde sie über die Landesliste in den Bundestag gewählt. Sie war im 19. Deutschen Bundestag ordentliches Mitglied im Finanzausschuss und stellvertretendes Mitglied im Ausschuss für Verkehr und digitale Infrastruktur. Am 12. Februar 2020 wurde sie vom Finanzausschuss als Nachfolgerin von Bettina Stark-Watzinger zur Vorsitzenden gewählt. Am 20. August 2019 wurde Hessel erneut als Direktkandidatin zur Bundestagswahl für den Wahlkreis 244 (Nürnberg Nord) aufgestellt.
Hessel ist stellvertretende Vorsitzende der Deutsch-Japanischen Parlamentariergruppe.
Bei der Bundestagswahl 2021 wurde sie über die Landesliste erneut in den Deutschen Bundestag gewählt. Am 8. Dezember 2021 wurde sie von Bundesfinanzminister Christian Lindner zur Parlamentarischen Staatssekretärin ernannt. Aufgrund des Auseinanderbrechens der Ampelkoalition wurde ihr zuständiger Bundesminister Lindner von Bundespräsident Frank-Walter Steinmeier am 7. November 2024 entlassen, womit auch ihre Amtszeit als Parlamentarische Staatssekretärin endete.
Am 11. November 2023 wurde sie in Amberg gemeinsam mit Martin Hagen zur Vorsitzenden der FDP Bayern gewählt. Ohne Gegenkandidaten erhielt sie 213 von 395 abgegebenen Stimmen. Beim Landesparteitag am 28. Juni 2025 kandidierte sie nicht erneut für den Landesvorsitz.

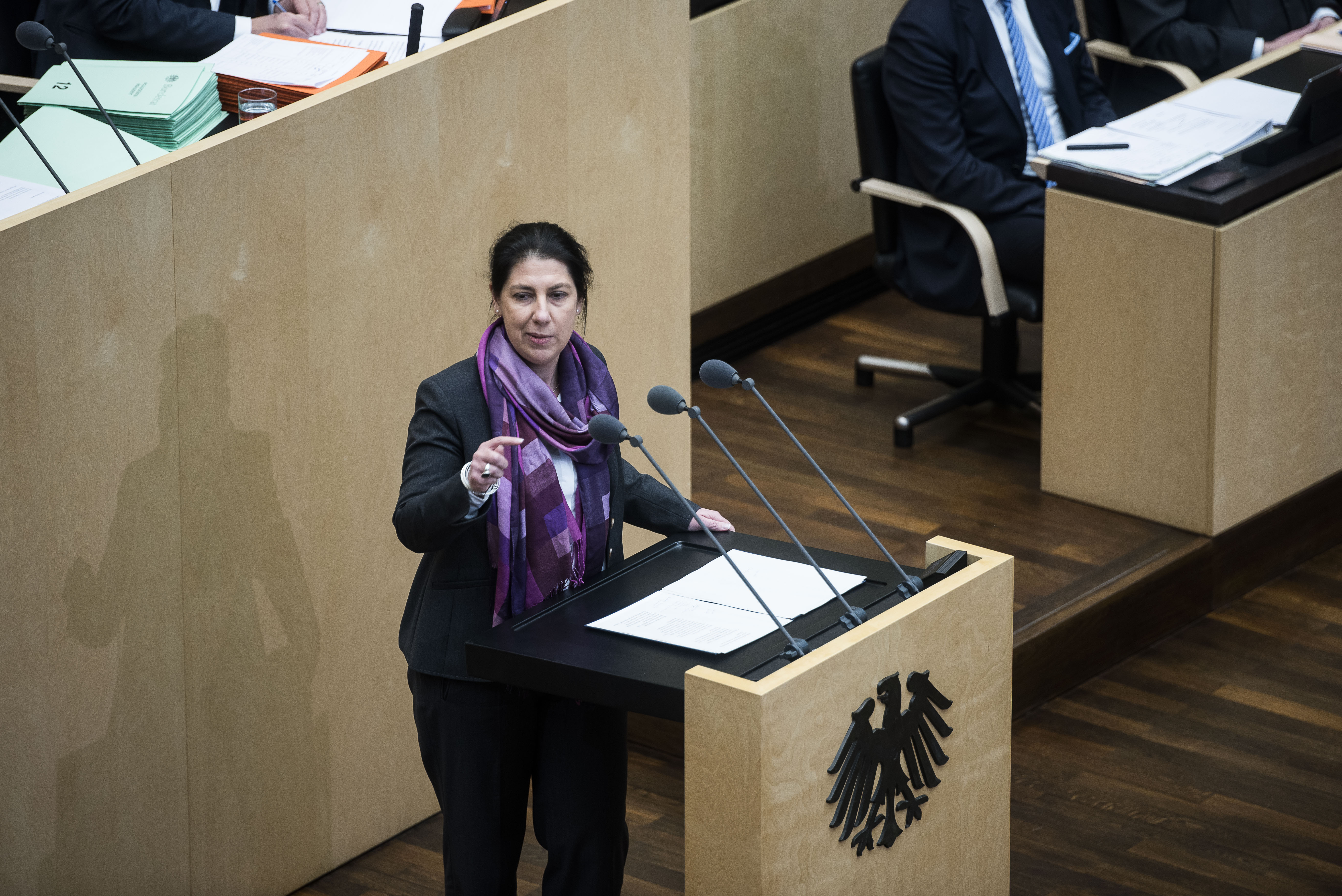
Katja Hessel im Bundesrat (2022)

## Politik
In Hessels Zeit als Ausschussvorsitzende fiel der Bilanzskandal um die Firma Wirecard. Sie leitete zwei Sondersitzungen des Finanzausschusses und die Befragungen der Minister Olaf Scholz und Peter Altmaier, wie auch die von Finanzstaatssekretär Jörg Kukies und dem Chef der BaFin, Felix Hufeld. Nachdem dieser sich in der ersten Sondersitzung in widersprüchlichen Aussagen verstrickte, warf Hessel ihm vor, die Abgeordneten belogen zu haben und forderte ihn zum Rücktritt auf. Am 1. September 2020 entschieden sich die Grünen im Bundestag, nach den Sondersitzungen einen parlamentarischen Untersuchungsausschuss einzusetzen und somit den Forderungen der FDP mit Katja Hessel und der Linkspartei zu folgen.
Zudem setzt sich Hessel für Tourismuspolitik ein, Verkehrspolitik und Ehrenamt. Ein Motorrettungsboot (IRB) der DLRG Nürnberg ist nach ihr benannt.

## Privates
Katja Hessel ist verheiratet und evangelischer Konfession.